# Jochen Drukarczyk
Jochen Drukarczyk (* 2. November 1938 in Stettin) ist ein  deutscher Hochschullehrer,  Ökonom und Autor.

## Leben
Nach Abitur und kaufmännischer Lehre studierte er Betriebswirtschaftslehre an der Johann-Wolfgang-Goethe-Universität in Frankfurt am Main. Im Anschluss war er als Assistent von Adolf Moxter am Seminar für Treuhandwesen tätig. 1969 wurde er mit einer Arbeit zur Investitionstheorie und Konsumpräferenz promoviert. 1973 folgte die Habilitation mit einer Schrift zu den Problemen individueller Entscheidungsrechnung. Ab 1975 hatte er den Lehrstuhl für Finanzierung an der Universität Regensburg inne.
Am 31. März 2007 wurde er emeritiert.

## Ehrungen
1999 verlieh die European Business School Jochen Drukarczyk die Ehrendoktorwürde.

## Werke
- mit Andreas Schüler: Akquisitionen, Börsengänge und Restrukturierungen. Fallstudien zur Unternehmensbewertung. München 2008, ISBN 978-3-8006-3528-3.
- mit Andreas Schüler: Unternehmensbewertung. München 2021, ISBN 978-3-8006-6341-5.
- mit Sebastian Lobe: Finanzierung. München 2014, ISBN 978-3-8252-8578-4.